# Kaziranga-Nationalpark

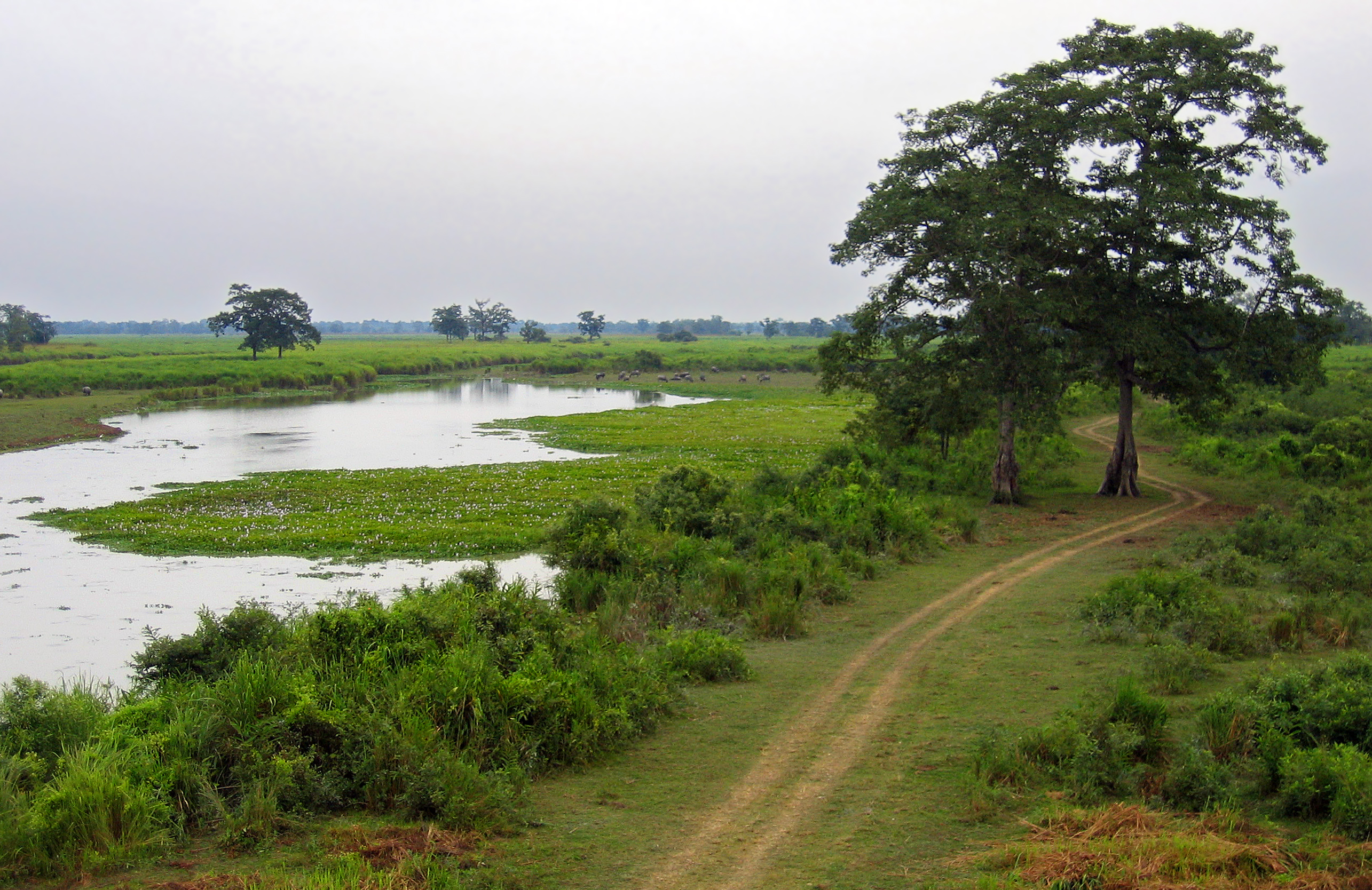
Überflutetes Grasland im Kaziranga-Nationalpark, klein im Hintergrund Panzernashörner (links) und Wasserbüffel (Mitte)

Seit Einrichtung des Nationalparks ist eine kontinuierliche Zunahme der Zahl der Nashörner zu verzeichnen

Der Kaziranga-Nationalpark (assamesisch কাজিৰঙা ৰাষ্ট্ৰীয় উদ্যান) ist ein Nationalpark im indischen Bundesstaat Assam. Das Parkgebiet wird im Norden vom Brahmaputra, im Süden von der Nationalstraße 37 begrenzt. Der Park hat eine ungefähre Fläche von 919 km² und besteht aus Hochgrasfluren, Waldungen und Sumpfgebieten. Der Nationalpark stellt das wichtigste Schutzgebiet für das Panzernashorn dar und beherbergt über 70 % des weltweiten Gesamtbestands. Zudem ist Kaziranga eines der wichtigsten Schutzgebiete für wilde Wasserbüffel, Asiatische Elefanten, Bengaltiger und Barasinghahirsche.

## Geschichte
Die Errichtung des Nationalparks im Jahre 1905 geht auf den britischen Staatsmann Lord Curzon, den damaligen Vizekönig von Indien, zurück. Die Nationalparkverwaltung hat ihren Sitz in Bokahat. Vier Verwaltungsstationen befinden sich in Agaratoli, Baguri, Burrhpahar und Kohora.
Das Kerngebiet des Kaziranga wurde am 1. Juni 1908 als Waldnaturschutzgebiet (Reserve Forest) unter Schutz gestellt und erhielt 1916 den Status eines Wildreservats (Game Sanctuary). 1938 wurde das Gebiet für Besucher geöffnet. Nach der Unabhängigkeit Indiens 1947 wurde es 1950 zu einem Naturschutzgebiet (Wildlife Sanctuary) und am 11. Februar 1974 erlangte es den höchsten Schutzstatus als Nationalpark. 2005 wurde der Nationalpark zu einem Elefantenreservat und 2007 zu einem Tigerreservat erklärt.
Seit dem Jahr 1985 gehört der Park zum Weltnaturerbe der UNESCO.
Im Laufe der Zeit wurde das Schutzgebiet wiederholt erweitert. Bei seiner Gründung als indischer Nationalpark umfasste es 430 Quadratkilometer. Ab dem 20. Mai 1997 begannen sukzessive Erweiterungen. Viele Erweiterungen wurden vor den Gerichten angefochten (oft durch Bauern, die ihre Weide- oder Waldnutzungsrechte beeinträchtigt sahen), so dass sich deren endgültige rechtskräftige Umsetzung zum Teil Jahrzehnte hinzog. Diese zum Teil bestehende Rechtsunsicherheit ist wohl auch ein Grund dafür, dass sich sehr unterschiedliche Angaben zur Fläche des Nationalparks finden. Auf der anderen Seite verliert der Nationalpark durch Erosion des Brahmaputra größere Gebiete. Die Regierung Assams ist daher bestrebt, ständig neue kleinere Gebiete am Rand des Nationalparks in den Park einzugliedern. Bis zum Jahr 2020 wuchs die Fläche nach mehreren Erweiterungen auf 858,98 Quadratkilometer (nach offiziellen Angaben des zuständigen indischen Ministeriums) an.
In der folgenden Tabelle sind die bisherigen Erweiterungen des Nationalparks aufgeführt. Die Nummerierung folgt der offiziellen Zählung. Aus der Gesamtheit aller Erweiterungen errechnet sich für das Jahr 2022 eine theoretische Fläche von 919,49 km².
| #   | Bekanntmachung    | Status    | Hinzugefügte Fläche | Distrikt         |
| --- | ----------------- | --------- | ------------------- | ---------------- |
| –   | 11. Februar 1974  | final     | 429,93 km²          | Nagaon, Sibsagar |
| 1.  | 28. Mai 1997      | final     | 043,79 km²          | Nagaon, Sonitpur |
| 2.  | 12. Juli 2010     | final     | 06,47 km²           | Golaghat         |
| 3.  | 31. Mai 1985      | final     | 00,70 km²           | Golaghat         |
| 4.  | 10. April 2012    | final     | 00,90 km²           | Nagaon           |
| 5.  | 13. Juni 1985     | final     | 01,15 km²           | Golaghat         |
| 6.  | 22. Dezember 2008 | in Arbeit | 401,50 km²          | Sonitpur         |
| 7.  | 4. September 2020 | in Arbeit | 01,76 km²           | Nagaon           |
| 8.  | 4. September 2020 | in Arbeit | 03,07 km²           | Nagaon           |
| 9.  | 4. September 2020 | in Arbeit | 025,70 km²          | Sonitpur         |
| 10. | 12. November 2021 | in Arbeit | 04,52 km²           | Biswanath        |

1. 1 2  am 6. November 2020 umgesetzt

## Klima und Vegetation
Das Klima ist durch den Monsun geprägt, zwischen November und April fällt kaum Niederschlag, der Regen in den übrigen Monaten beträgt das Mittel des Jahresniederschlags etwa 1.830 mm. Etwa zwei Drittel der Parkfläche werden dann überschwemmt, auch aufgrund des über die Ufer tretenden Brahmaputra, der nährstoffreichen Schlamm ablagert. Diese natürliche Düngung lässt Hochgrashabitate entstehen und ist eine Voraussetzung der Artenvielfalt im Nationalpark. Die Durchschnittstemperatur im Sommer beträgt 32 °C, die im Winter 10 °C.

## Tierwelt
Kaziranga beherbergt bedeutende Bestände seltener Großtierarten. Im Park leben etwa 2600 Panzernashörner (Stand 2022), rund 1250 Asiatische Elefanten (Stand 2005) und über 1400 wilde Wasserbüffel (Stand 2001). Die Elefanten bilden bisweilen Herden aus bis zu 200 Tieren. Das Schutzgebiet beherbergt zudem an die hundert Bengaltiger (Stand 2000) und etwa 470 Exemplare (Stand 2000) des seltenen Barasingha-Zackenhirsches, der hier in einer besonderen Unterart vorkommt. Sambarhirsche sind mit etwa 60 (Stand 1999) und Wildschweine mit etwa 430 Tieren (Stand 1999) vertreten. Weitere große Pflanzenfresser sind Indische Muntjakhirsche, Schweinshirsche und Gaure. Großraubtiere sind neben dem Tiger Indische Leoparden, Asiatische Wildhunde, Kragenbären und Lippenbären. Weißbrauengibbon, Kappenlangur, Assam-Makak und Rhesusaffe repräsentieren die Primaten des Reservats. Weitere erwähnenswerte Säugetierarten sind Fischkatze, Rohrkatze, Eurasischer Fischotter, Kleine Indische Zibetkatze, Indische Zibetkatze, Indischer Mungo, Kleiner Mungo, Bengalfuchs, Goldschakal, Chinesischer Sonnendachs, Schweinsdachs, Orangebauch-Himalayahörnchen, Indisches Stachelschwein, Vorderindisches Schuppentier und Gangesdelfin. Unter den Reptilien sind Gangesgavial, Bengalenwaran, Bindenwaran, Kraits, Königskobra, Monokelkobra, Heller Tigerpython, und Netzpython zu nennen.
Probleme ergeben sich durch die Besiedlung rund um den Nationalpark. Die Region der Karbi-Anglong-Berge, die ca. 10.500 km² umfasst, wird landwirtschaftlich genutzt, etwa 800.000 Menschen leben hier. Durch die extensive Haltung von Nutztieren kommt es immer wieder vor, dass Weidevieh in den Nationalpark eindringt und Krankheiten (z. B. Milzbrand) einschleppt, die durch direkten Kontakt mit den Wildtieren oder über Kot übertragen werden.
Umgekehrt ziehen viele Wildtiere während der Regenzeit ab Juli/August bis Oktober, wenn der Brahmaputra weite Teile des Parks überschwemmt, in höher gelegene Gebiete, im Süden vor allem die Karbi Hills, im Norden die Himalaya-Ausläufer, und verlassen dabei das Schutzgebiet. Von den Bauern werden gerade die Panzernashörner und Elefanten als „landwirtschaftliche Schädlinge“ betrachtet, die die Felder zertrampeln. Die Tiere werden deshalb vertrieben oder getötet. Auch Wilderer nutzen die Überschwemmungszeit und die fehlende Überwachung der Tiere durch Wildhüter aus, um speziell das Horn der Panzernashörner zu erbeuten.

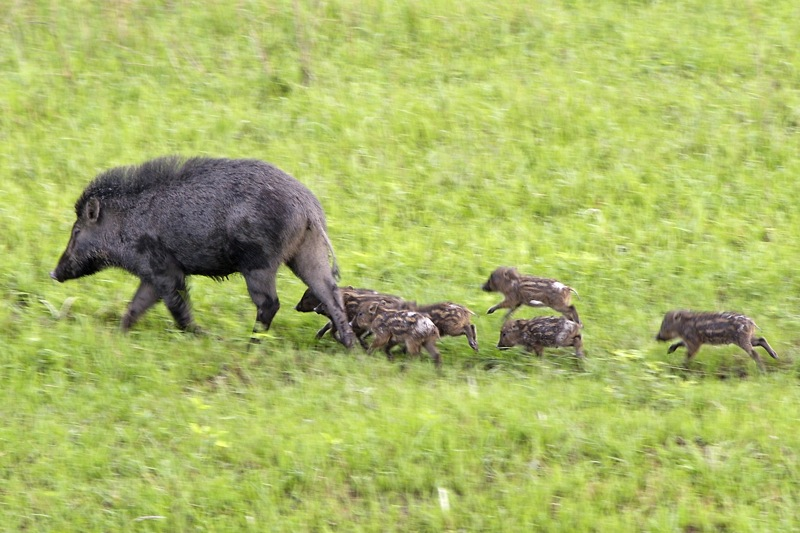
Wildschweinfamilie im Nationalpark
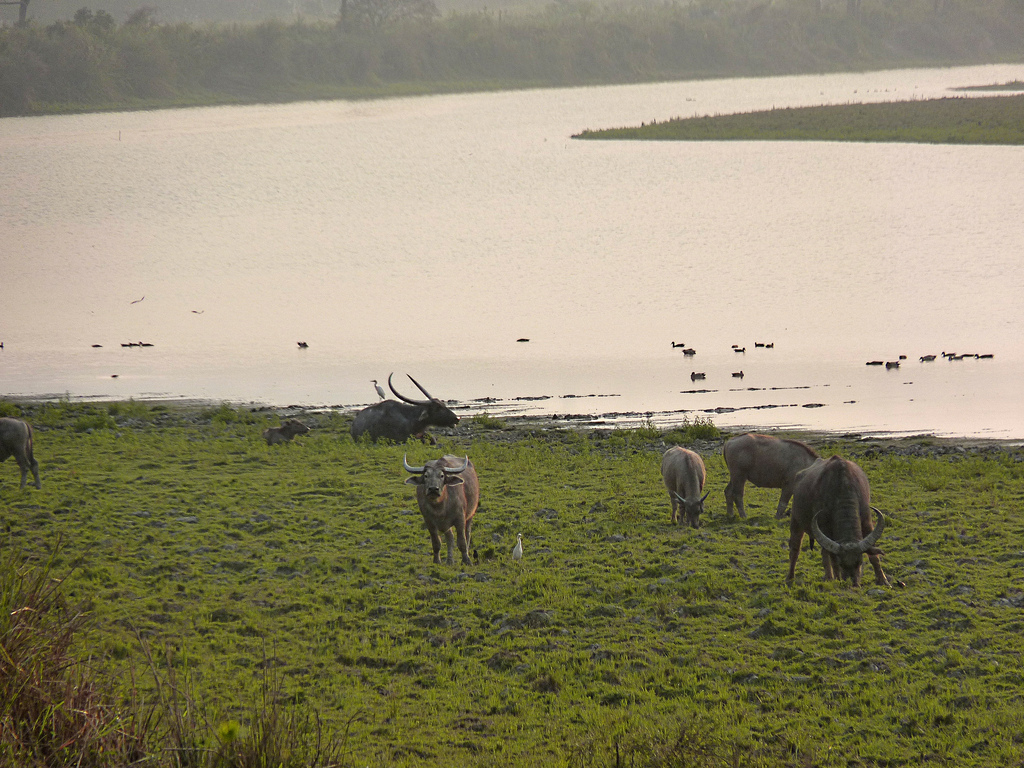
Kaziranga ist eine der letzten Hochburgen der wilden Wasserbüffel
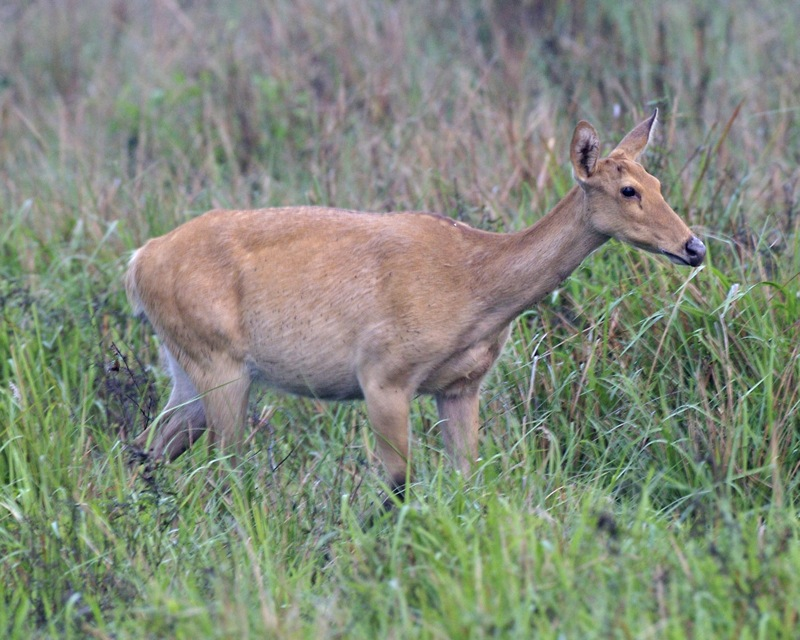
Barasingha
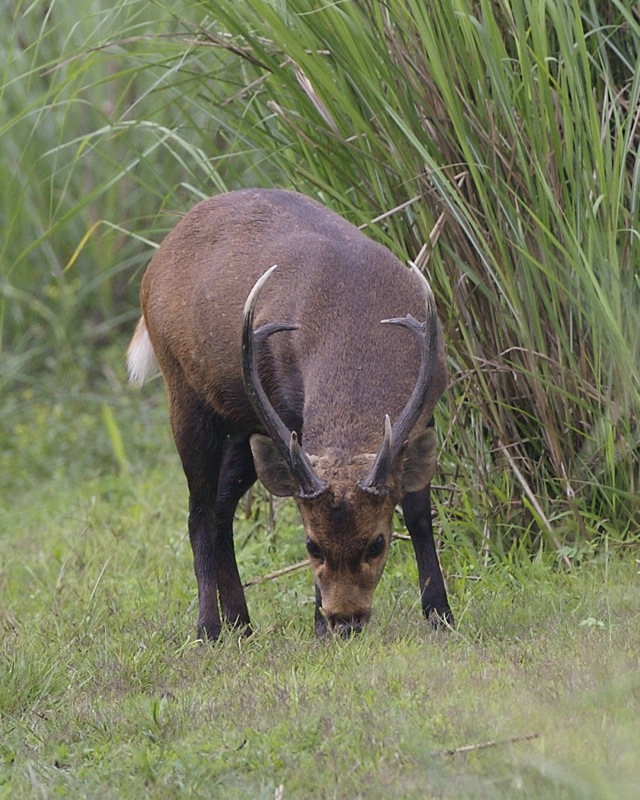
Schweinshirsch
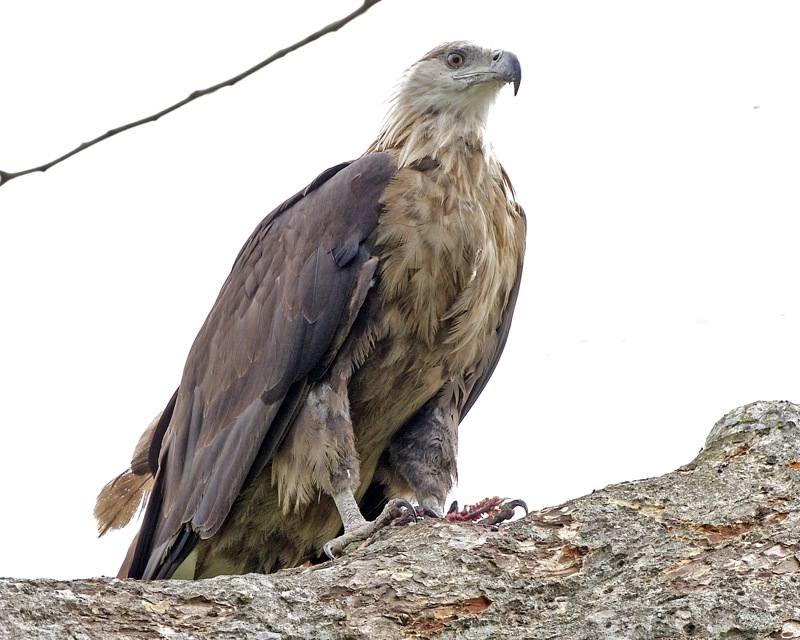
Bindenseeadler
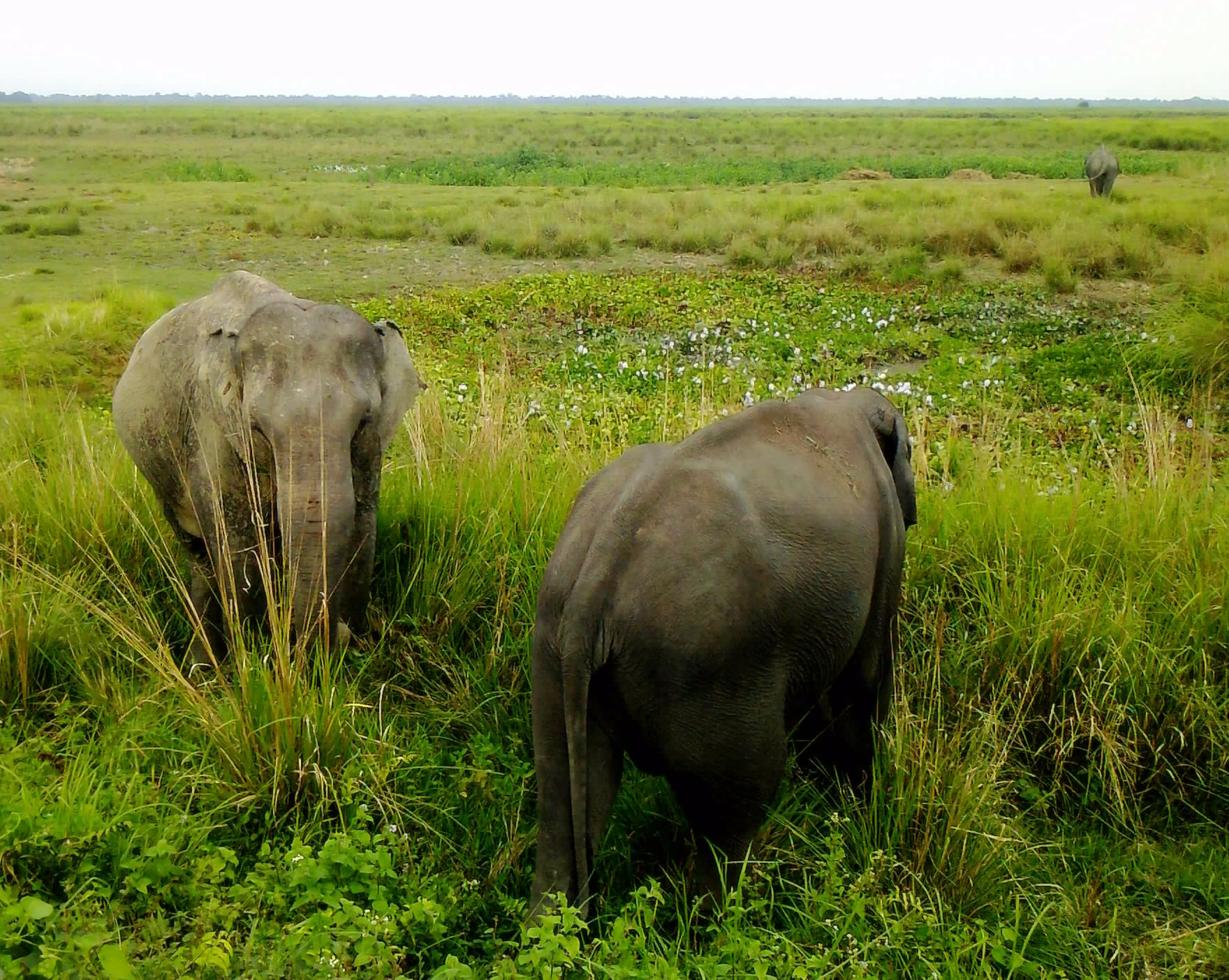
Asiatische Elefanten